# In Your Face (Fishbone)
In Your Face è il primo album in studio del gruppo musicale statunitense Fishbone, pubblicato nel 1986.

## Tracce
1. When Problems Arise – 3:56 (Kendall Jones, John Norwood Fisher, David Kahne)
2. A Selection – 3:03 (Angelo Moore, Jones, Kahne)
3. Cholly – 2:50 (Moore, Jones)
4. I Wish I Had a Date – 2:03 (Moore, Walter A. Kibby II)
5. A Movement in the Light – 3:44 (Jones)
6. Give It Up – 3:14 (Jones, Moore, Kahne)
7. In the Air – 3:36 (Jones, Moore, Fisher, Kahne)
8. Turn the Other Way – 5:08 (Jones, Moore)
9. Knock It – 3:49 (Kibby, Fisher, Kahne)
10. 'Simon Says' the Kingpin – 1:25 (Moore)
11. Post Cold War Politics – 1:01 (Moore)

## Formazione
- Angelo Moore – sassofono, voce
- Walter A. Kibby II – tromba, voce
- Kendall Jones – chitarra
- Chris Dowd – tastiera, trombone, voce
- John Norwood Fisher – basso
- Philip 'Fish' Fisher – batteria